# Dennis Wise
Dennis Wise (Londres, 16 de diciembre de 1966) es un exfutbolista inglés que jugó en equipos como el Wimbledon FC y del Chelsea FC, entre otros clubes. Actualmente ejerce de entrenador.

## Selección

### Participaciones en la Eurocopa
| Eurocopa      | Sede                 | Resultado    |
| ------------- | -------------------- | ------------ |
| Eurocopa 2000 | Países Bajos/Bélgica | Primera fase |

## Clubes

### Jugador
| Club           | País       | Año       |
| -------------- | ---------- | --------- |
| Wimbledon FC   | Inglaterra | 1985-1990 |
| Chelsea FC     | Inglaterra | 1990-2001 |
| Leicester City | Inglaterra | 2001-2002 |
| Millwall FC    | Inglaterra | 2002-2005 |
| Southampton FC | Inglaterra | 2005-2006 |
| Coventry City  | Inglaterra | 2006      |

### Entrenador
| Club            | País       | Año       |
| --------------- | ---------- | --------- |
| Millwall FC     | Inglaterra | 2003-2005 |
| Swindon Town FC | Inglaterra | 2006      |
| Leeds United FC | Inglaterra | 2006-2008 |

## Palmarés

### Campeonatos nacionales
| Título           | Club         | País       | Año  |
| ---------------- | ------------ | ---------- | ---- |
| Copa FA          | Wimbledon FC | Inglaterra | 1988 |
| Copa FA          | Chelsea FC   | Inglaterra | 1997 |
| Copa de la Liga  | Chelsea FC   | Inglaterra | 1998 |
| Copa FA          | Chelsea FC   | Inglaterra | 2000 |
| Community Shield | Chelsea FC   | Inglaterra | 2000 |

### Copas internacionales
| Título                     | Club       | País       | Año  |
| -------------------------- | ---------- | ---------- | ---- |
| Recopa de Europa de fútbol | Chelsea FC | Inglaterra | 1998 |
| Supercopa de Europa        | Chelsea FC | Inglaterra | 1998 |